# 小行星6107
小行星6107（英語：6107 Osterbrock）是一颗围绕太阳公转的小行星。1948年1月14日，卡爾·維爾塔寧在汉密尔顿山发现了此天体。
这颗小行星的绝对星等为85.69899等。